# Djebel Guezoul
Djebel Guezoul är ett berg i Algeriet.   Det ligger i provinsen Tiaret, i den norra delen av landet, 210 km sydväst om huvudstaden Alger. Toppen på Djebel Guezoul är 1 220 meter över havet, eller 242 meter över den omgivande terrängen. Bredden vid basen är 21,7 km. Djebel Guezoul ingår i Monts de Tiaret.
Terrängen runt Djebel Guezoul är kuperad åt nordväst, men åt sydost är den platt. Djebel Guezoul är den högsta punkten i trakten. Runt Djebel Guezoul är det ganska glesbefolkat, med 42 invånare per kvadratkilometer. Närmaste större samhälle är Tiaret, 5,4 km sydväst om Djebel Guezoul. Trakten runt Djebel Guezoul består till största delen av jordbruksmark.